# José García Ocejo
José García Ocejo (Córdoba, Veracruz; 14 de junio de 1928-18 de enero de 2019) fue un pintor mexicano, identificado con la corriente inglesa de finales del siglo xviii, el dandismo.

## Biografía
Nació el 14 de junio de 1928 en la ciudad de Córdoba, Veracruz. Sus primeros estudios los realizó en la Facultad de Arquitectura de la UNAM, y en la Escuela de Pintura "La Esmeralda", las cuales optó por dejar por consejo del también artista Diego Rivera. En 1953 obtuvo una beca para realizar estudios en Madrid, para  posteriormente trasladarse a Austria y continuar sus estudios con el pintor austriaco Oskar Kokoschka. Fue en esa estancia donde obtuvo diversos reconocimientos, entre ellos un diploma de Honor y la distinción del Museo de la Ciudad. 
También ha sido galardonado por diversas instituciones nacionales e internacionales, entre ellas el Instituto Nacional de Bellas Artes y Le Comité di Terra Santa de Milán, Italia. A su vez fue miembro del "Sistema Nacional de Creadores Artísticos" en 1993 y 1997.
En 1998 se abre en su ciudad natal el Museo "José García Ocejo".

## Exposiciones
El artista ha participado en innumerables exposiciones nacionales e internacionales.
- "Exposición Solar" en Museo del Palacio de Bellas Artes, México, (1968).
- "Ocejo: Decadentista Tardío" en Museo del Palacio de Bellas Artes, México, (1983).
- "El Mambo de la Medusa" en el Centro Cultural Mexicano, Francia, (1993).
- "Egipto" en Museo Egipcio de Arte Moderno, Egipto, (1994).
- "Homenaje a Veracruz" en Mexican Culture Institute, E.U., (1997).
- "El Eterno Femenino" en Museo de Antropología de Jalisco y Casa Lamm, México, (1998).
- "El Palco Escénico: La Ópera en la obra de García Ocejo en el Festival Internacional Cervantino en guanajuato, México, (2000).
- "Del corazón al Mito" en Centro Nacional de las Artes, México, (2002).
- "México: Tragedia y Color"en Museo Mural Diego Rivera, (2004).
- "Otros dioses, Otros cielos"en Museo de Antropología, Jalapa, Verazcruz, (2006).
- "Imágenes Profanas" en Museo de Ciudad Juárez, México, (2007).
- "Exposición homenaje" en Casa de la Cultura de Córdoba, Veracruz y Museo Casa Redonda de Chihuahua, México, (2008).
- "Del Glamour e Ignominia en Museo Cuevas, México, (2009).

## Obra
- "Hastío", (1994).
- "Stardust", (1996).
- "Eclipse", (1996).
- "La cuerda sensible",(1998).
- "Narciso", (2000).
- "Elena vela en el banquete", (2008).
- "Negra", (2010).
- "Lady Hamilton", (2011).
- "Ulises y las sirenas", (2012).[5]

## Premios
- Premio "Elías Sourasky" de la Exposición Solar, (1968).
- Premio Nacional de Arte, (1978).
- Premio Nacional del Universitario Distinguido por parte de la UNAM, (1982).
- Medallas de las Artes, (2006).